# Rigole de l'Arroux
La rigole de l'Arroux est un petit canal qui relie Gueugnon à Neuzy, près de Digoin. Il rejoint le canal du Centre peu avant Digoin, dans le bief que ce dernier partage avec le canal latéral à la Loire.
Conçue à l'origine comme simple rigole alimentaire pour le Canal latéral à la Loire, la rigole d'Arroux, à la demande de l'industriel Campionnet, par ailleurs maire de Gueugnon, a été conçue navigable à petit gabarit « berrichon ». Commencée en 1867, elle a été ouverte en 1869.
Sa longueur est de 14 km et sa pente est rachetée par deux écluses (Rigny et Neuzy) de 30 m de long sur 2,70 m de large. La largeur au miroir de la rigole est de 7 m, et au plafond de 3 m, ce qui en fait le plus étroit canal de France.
Outre ses deux écluses, elle possède un ouvrage remarquable : un pont-canal métallique (Schneider) au-dessus de la Bourbince, peu avant son débouché dans le canal du Centre, où se trouve un charmant pont-levis.
La rigole a été radiée pour la navigation, mais elle conserve son rôle alimentaire pour le canal Latéral à la Loire.